# Yukio Tsuda
Yukio Tsuda (15 august 1917 - 17 aprilie 1979) a fost un fotbalist japonez.

## Statistici
| Japonia | Japonia | Japonia |
| An      | Meciuri | Goluri  |
| ------- | ------- | ------- |
| 1940    | 1       | 0       |
| 1941    | 0       | 0       |
| 1942    | 0       | 0       |
| 1943    | 0       | 0       |
| 1944    | 0       | 0       |
| 1945    | 0       | 0       |
| 1946    | 0       | 0       |
| 1947    | 0       | 0       |
| 1948    | 0       | 0       |
| 1949    | 0       | 0       |
| 1950    | 0       | 0       |
| 1951    | 3       | 0       |
| Total   | 4       | 0       |